# Massimo Boldi
Massimo Boldi est un comédien italien qui s'est notamment rendu célèbre dans des émissions télévisées sur Canale 5.

## Biographie
Massimo Boldi naît à Luino, dans la province de Varèse, le 23 juillet 1945. En 1956 sa famille déménage à Milan. Il s'inscrit aux cours du soir et commence à travailler dans les vitrines avant de faire de la vente porte à porte pour une maison de pâtisserie, La Motta.
A Varese, il lance avec son frère Fabio un groupe musical, I Mimitoki, où il commence sa carrière à la batterie. En 1968 il commence à jouer au Derby Club (it).
Dans les années 1970, il gère un cabaret à Milan ; c'est là qu'il rencontre Maria Teresa Selo, de Naples, qu'il épouse en 1973.
Son épouse meurt le 28 avril 2004, après plus de dix années de maladie incurable. Ils ont eu trois filles, et sont devenus grands-parents en 2001.
Son épouse était une cousine du pilote Michele Alboreto, mort le 25 avril 2001 lors d'essais sur le circuit de Lausitzring.

## Carrière

### Musique
Il entre dans le monde du spectacle comme batteur. Il commence très jeune avec son ami Renato Vignocchi, qui jouait de la guitare électrique ; ils forment ensemble en 1963 le groupe Atlas, composé de trois guitares et une batterie. Baldi doit abandonner le groupe dès l'année suivante à cause de problèmes familiaux ; cela n'empêche pas le groupe de continuer avec un autre batteur, Franco Longo, ni de s'étoffer avec un chanteur Maurizio Arcieri : ils fonderont ensuite les New Dada.
A Varese, Boldi fonde le groupe des Mimitoki avec son frère Fabio ; ils accompagnent les dimanches après-midi du "Club Ciao Amici" au Lido de Gavirate ; se joint à eux un duo de chanteur, "I Gemelli di Betty Curtis".
Il fait ensuite partie de "La pattuglia azzurra", groupe dirigé par le très jeune Claudio Lippi, puis par Ricky Gianco, Ricky Maiocchi, puis Al Bano avec Carmen Villani, et enfin sert de batteur à l'orchestre de Gino Paoli à la Bussola de Sergio Bernardini et au Casino de Levanto. En 1973 s'agrège au groupe un jeune chanteur, Christian De Sica. Boldi reste dans le groupe jusqu'à son inscription par Gianni Bongiovanni au Derby Club (L'Intras Derby Club), club du via Monte Rosa, 84 à Milan, après avoir participé à Canzonissima 1974 avec Raffaella Carrà et Cochi e Renato. C'est à partir de ce moment que commence sa carrière d'acteur comique et de cabarettiste.

### Cabaret
Au printemps 1968, il commence à accompagner les intervenants des soirées du "Derby Club" avec son groupe. Le "Derby" avait été créé en 1959 à partir d'une idée de Gianni Bongioanni et de son épouse Angela, avec Enrico Intra, comme "temple du jazz" ; à l'époque où Boldi y participe, c'est devenu la maison du cabaret, surnommée la Cantina del Buonumore pour la Nouvelle Vague milanaise.
On note dans les artistes qui y interviennent des noms comme Enzo Jannacci, Cochi e Renato, Giorgio Gaber, Bruno Lauzi, Umberto Bindi, Gino Paoli, Paolo Villaggio, I Gufi, Walter Valdi, Gianfranco Funari, Felice Andreasi et Enrico Intra. C'est dans ce cadre que Boldi se découvre des dons de cabarettiste.
Il crée alors des personnages qui marqueront la culture populaire. Il travaille souvent en duo avec Teo Teocoli tant dans le club qu'à la télévision.

### Télévision
Grâce à une chaîne privée de l'époque, "Antenna 3 Lombardia", fondée à Legnano par Renzo Villa et Enzo Tortora, Massimo Boldi et Teo Teocoli ouvrent la piste d'une nouvelle génération de comiques de la télévision, avec l'émission Non lo sapessi ma lo so diffusée chaque mercredi soir. Teocoli y crée ainsi le personnage de "Max Cipollino", un présentateur de journal télévisé des plus invraisemblables. L'idée en avait déjà été conçue sur la scène du "Derby Club" en 1977, ce qui suivait la parodie du télé-journal de TG 1 par Walter Chiari et Alighiero Noschese, mais qui était une nouveauté dans les chaînes privées.
Ces succès à la télévision vont se multiplier : ainsi Canzonissima sur Rai Uno, puis A Tutto GAG, Saltimbanchi si muore, La Tappezzeria et Fantastico 8. Cette dernière émission sera l'occasion d'un procès pour ne pas avoir respecté un engagement auprès des chaines de télévision italiennes, ce qui va le lier pour longtemps à R.T.I. Canale 5 (aujourd'hui Mediaset).
Il y participe à des émissions à succès comme Drive In, où il interprète pour la première fois le personnage de "Cipollino", mais aussi la parodie de Star Trek, Bold Trek, ou encore Risatissima, Grand Hotel.
On le voit sur Canale 5 dans Striscia la Notizia (1996-1997), Scherzi a parte (1994 /2002/ 2005) et La sai l'ultima? (2008). Au long de sa carrière à la télévision, il remporte 11 Telegatti de Sorrisi e Canzoni.

#### Fiction
Sur Canale 5 il interprète le "gran papà" Lorenzo Fumagalli dans la série télévisée Un ciclone in famiglia, sous la direction de Carlo Vanzina: un père exemplaire attaché aux valeurs morales de la famille, malgré les soucis causés par son beau frère romain (joué par Maurizio Mattioli). Tournés en 2004 peu après la mort de son épouse, les épisodes sont diffusés en janvier 2005, avec un certain succès, ce qui permit le tournage de quatre autres saisons, en élargissant la famille jusqu'à Naples.
En 2009, il travaille de nouveau avec Mattioli et De Rossi dans Un coccodrillo per amico et Fratelli Benvenuti, des scénarios mis en scène pour Canale 5 et diffusés en 2010.

### Cinéma
Après quelques rôles secondaires dans les années 1970, il connait le succès en 1984 dans le film de Carlo Verdone, I due carabinieri, et continue dans la lignée comique avec Scuola di ladri de Neri Parenti ; il faut mentionner le film culte Yuppies i Giovani di Successo de Carlo Vanzina, dont il va exploiter le succès pendant 24 ans avec Christian De Sica avec les comédies de Noël produites par Luigi et Aurelio De Laurentiis pour Filmauro.
Il s'essaie au dramatique dans Festival, de Pupi Avati (1996).
Après s'être séparé de De Sica, il tourne Olè de Carlo Vanzina en 2006. En 2007 il fonde sa propre maison de production, Mari Film S.r.l.; il enchaîne des succès comme Matrimonio alle Bahamas de Claudio Risi, en 2008 La fidanzata di papà de Enrico Oldoini avec Simona Ventura, en 2010 A Natale mi sposo de Paolo Costella avec Vincenzo Salemme et Nancy Brilli, en 2011 Matrimonio a Parigi de Claudio Risi - où il fait jouer Rocco Siffredi hors d'un film pornographique.

### Politique
En 1992 il se présente aux élections dans le cadre du Parti socialiste italien, et même s'il n'est pas élu, il recueille un nombre honnête de suffrages. Ce ne sera qu'une brève parenthèse, après laquelle il retourne au spectacle.
Il a affirmé plusieurs fois sa sympathie pour Silvio Berlusconi et se dit de ses amis.

## Filmographie
- 1975 : Di che segno sei?, de Sergio Corbucci - Massimo
- 1975 : Due cuori, una cappella, de Maurizio Lucidi - le prêtre
- 1975 : Movie rush - La febbre del cinema, de Ottavio Fabbri
- 1976 : Luna di miele in tre, de Carlo Vanzina - Adamo
- 1976 : Come ti rapisco il pupo, de Lucio De Caro - Pinin
- 1976 : La Marche triomphale, de Marco Bellocchio
- 1976 : Le Bataillon en folie (Sturmtruppen), de Salvatore Samperi - une recrue
- 1977 : Cinque furbastri, un furbacchione, de Lucio De Caro
- 1977 : Tre tigri contro tre tigri, de Sergio Corbucci et Steno - Romeo, le facteur
- 1977 : Il... Belpaese, regia di Luciano Salce
- 1978 : Io tigro, tu tigri, egli tigra, de Renato Pozzetto et Giorgio Capitani
- 1978 : Saxofone, de Renato Pozzetto
- 1980 : Prestami tua moglie, de Giuliano Carnimeo
- 1980 : Je suis photogénique, de Dino Risi
- 1980 : Maschio, femmina, fiore, frutto, de Ruggero Miti
- 1981 : L'esercito più pazzo del mondo, de Marino Girolami
- 1981 : Nessuno è perfetto, de Pasquale Festa Campanile
- 1981 : Fracchia la belva umana, de Neri Parenti
- 1982 : Si ringrazia la regione Puglia per averci fornito i milanesi, de Mariano Laurenti
- 1982 : Eccezzziunale... veramente, de Carlo Vanzina
- 1982 : Sturmtruppen II, de Salvatore Samperi
- 1984 : Il ragazzo di campagna, de Franco Castellano et Pipolo
- 1984 : I due carabinieri, de Carlo Verdone
- 1985 : I pompieri, de Neri Parenti
- 1985 : Il tenente dei carabinieri, de Maurizio Ponzi
- 1986 : Yuppies - I giovani di successo, de Carlo Vanzina
- 1986 : Yuppies 2, de Enrico Oldoini
- 1986 : Grandi magazzini, de Castellano & Pipolo
- 1986 : Scuola di ladri, de Neri Parenti
- 1987 : Montecarlo Gran Casinò, de Carlo Vanzina
- 1987 : Il volatore di aquiloni, de Renato Pozzetto
- 1987 : Missione eroica - I pompieri 2, de Giorgio Capitani
- 1987 : Scuola di ladri - Parte seconda, de Neri Parenti
- 1988 : Mia moglie è una bestia, de Castellano & Pipolo
- 1989 : Fratelli d'Italia, de Neri Parenti
- 1990 : Vacanze di Natale '90, de Enrico Oldoini
- 1991 : Vacanze di Natale '91, de Enrico Oldoini
- 1992 : Sognando la California, de Carlo Vanzina
- 1992 : Anni 90, de Enrico Oldoini
- 1993 : Anni 90 - Parte II, de Enrico Oldoini
- 1994 : S.P.Q.R. 2000 e ½ anni fa, de Carlo Vanzina
- 1995 : Vacanze di Natale '95, de Neri Parenti
- 1996 : Festival de Pupi Avati
- 1996 : A spasso nel tempo, de Carlo Vanzina
- 1997 : A spasso nel tempo - L'avventura continua, de Carlo Vanzina
- 1998 : Cucciolo, de Neri Parenti
- 1998 : Paparazzi, de Neri Parenti
- 1999 : Tifosi, de Neri Parenti
- 1999 : Vacanze di Natale 2000, de Carlo Vanzina
- 2000 : Body Guards - Guardie del corpo, de Neri Parenti
- 2002 : Merry Christmas, de Neri Parenti
- 2002 : Natale sul Nilo, de Neri Parenti
- 2003 : Natale in India, de Neri Parenti
- 2004 : Christmas in Love, de Neri Parenti
- 2005 : Natale a Miami, de Neri Parenti
- 2006 : Olé (it), de Carlo Vanzina
- 2007 : Matrimonio alle Bahamas, de Claudio Risi
- 2008 : La fidanzata di papà, d'Enrico Oldoini
- 2010 : A Natale mi sposo, de Paolo Costella
- 2011 : Matrimonio a Parigi, de Claudio Risi
- 2014 : Ma tu di che segno 6?, de Neri Parenti
- 2015 : Matrimonio al sud, de Paolo Costella
- 2016 : La coppia dei campioni, de Giulio Base

### Télévision
- 1974 : Canzonissima 74, Rai 1
- 1978 : Saltimbanchi si muore, Rai 2
- 1979 : Tutto compreso, Rai 2
- 1980 : Crazy bus, 1980, Rai 2
- 1980 : A tutto gag, Rai 2
- 1981 : Hello Goggi, Canale 5
- 1982 : Non lo sapessi ma lo so, Antenna 3
- 1982 : Risatissima 2, Canale 5
- 1983-1984 : Drive In, Italia 1
- 1985-1986 : Grand Hotel, Canale 5
- 1987 : Fantastico 87, Rai 1
- 1987 : Fantasticotto, 1987, Rai 1
- 1989 : Il vigile urbano, Rai 1
- 1989 : Una rotonda sul mare, Canale 5
- 1989-1991 : Sabato al circo, Canale 5
- 1990 : Calciomania, Italia 1
- 1990 : Una rotonda sul mare 2, Canale 5
- 1991 : Sapore di mare, Canale 5
- 1992 : La strana coppia, Italia 1
- 1992 : Il grande circo di Rete 4, Rete 4
- 1993 : Seratissima, Canale 5
- 1994 : Scherzi a parte, Canale 5
- 1997 : Striscia la Notizia, Canale 5
- 1998 : Tai-Tanic, Rai 2
- 1999 : Zelig, Italia 1
- 2002 : Scherzi a parte, Canale 5
- 2005 : Scherzi a parte, Canale 5
- 2005 : Un ciclone in famiglia, Canale 5
- 2006 : Un ciclone in famiglia 2, Canale 5
- 2007 : Un ciclone in famiglia 3, Canale 5
- 2008 : Un ciclone in famiglia 4, Canale 5
- 2008 : La sai l'ultima?, Canale 5
- 2009 : Un coccodrillo per amico, Canale 5
- 2009 : Non smettere di sognare, Canale 5
- 2010 : Fratelli Benvenuti, Canale 5, Rete 4
- 2012 : Natale a 4 zampe, Canale 5

## Discographie

### Album
- 1980 - Scatolette (Dischi Ricordi, SMRL 6273, LP)
- 1985 - Si presenta bene (CGD, 20464, LP)
- 2011 - Vengo Anchio (Cantata a ciak si canta)

### Singles
- 1977 - Sei repellente Elisa/Mangiato le mele (Ultima Spiaggia, ZBS 7042, 7")
- 1979 - Tamburino pendulino/Zan zan le belle rane (RCA Italiana, PB 6330, 7")
- 1980 - Scatolette/Ohi Mari' (Dischi Ricordi, SRL 10932, 7")
- 1982 - Scemo/Scemo (strumentale) (Dischi Ricordi, SRL 10963, 7")
- 1984 - Oh! Oh! Oh! (...va bene!)/Oh! Oh! Oh! (Che peperino rap) (CGD, 10566, 7")
- 1990 - 63626... scemo/63626... scemo (strumentale) (Dischi Ricordi, SRL 11098, 7")
- 1990 - Te-O/Te-O (Five Record, FM 13268, 7") avec Teo Teocoli

## Récompenses et distinctions
- David di Donatello (special) en 2000